# CK Возничего
CK Возничего (лат. CK Aurigae) — двойная затменная переменная звезда типа Алголя (EA) в созвездии Возничего на расстоянии приблизительно 4698 световых лет (около 1440 парсеков) от Солнца. Видимая звёздная величина звезды — от +13m до +12m.

## Характеристики
Первый компонент — белая звезда спектрального класса A0. Радиус — около 4,12 солнечных, светимость — около 38,251 солнечных. Эффективная температура — около 7076 К.